# Serhij Baszkirow
Serhij Hennadijowycz Baszkirow (ukr. Сергій Геннадійович Башкиров, ros. Сергей Геннадьевич Башкиров, Siergiej Giennadjewicz Baszkirow; ur. 11 marca 1959 w Szumerle, w Czuwaszji, Rosyjska FSRR, zm. 19 września 2023) – ukraiński piłkarz, grający na pozycji obrońcy, a wcześniej pomocnika lub napastnika, trener piłkarski.

## Kariera piłkarska

### Kariera klubowa
Wychowanek klubu Zwiezda Szumerla. W 1976 rozpoczął karierę piłkarską w klubie Stal Czeboksary, który występował w mistrzostwach Czuwaszji. W 1978 awansował z klubem do Drugiej Ligi, gdzie zauważyli go skauci Spartaka Moskwa. Młody piłkarz grał tylko w drużynie rezerw, a w 1979 debiutował w Wyższej Lidze w składzie Paxtakoru Taszkent. Potem na krótko powrócił do Stali Czeboksary, a w 1980 został piłkarzem klubu Krylja Sowietow Kujbyszew. W 1982 bronił barw Iskry Smoleńsk, a w 1983 Metałurha Zaporoże. W 1984 przeszedł do Dnipra Dniepropetrowsk. W 1989 roku powrócił do Metałurha Zaporoże, a w 1991 do Dnipra. Potem wyjechał do Polski, gdzie bronił barw MZKS Wasilków. W 1992 występował w białoruskim Wiedrycz Rzeczyca. Potem kolejny raz powrócił do Metałurha Zaporoże, w składzie którego 11 października 1992 roku debiutował w Wyszczej Lidze w meczu z Torpedem Zaporoże (1:1). W 1993 wyjechał do Niemiec, gdzie został piłkarzem Rot-Weiß Oberhausen, w którym zakończył karierę piłkarską.

## Kariera trenerska
Po zakończeniu kariery piłkarską w 1997 rozpoczął pracę trenerską w klubie Krywbas Krzywy Róg, który prowadził jego przyjaciel Ołeh Taran. Potem pomagał Ołehu Taranu szkolić Metałurh Zaporoże. Również pracował w sztabie szkoleniowym Ołeha Tarana w czeskim klubie SFC Opawa i słowackim Slovanie Bratysława.

## Sukcesy i odznaczenia

### Sukcesy klubowe
- mistrz ZSRR: 1988
- wicemistrz ZSRR: 1987
- brązowy medalista Mistrzostw ZSRR: 1984, 1985
- zdobywca Pucharu ZSRR: 1989
- zdobywca Pucharu Federacji Piłki Nożnej ZSRR: 1986

### Sukcesy indywidualne
- wybrany do listy 33 najlepszych piłkarzy ZSRR: Nr 3 (1987)

### Odznaczenia
- tytuł Mistrza Sportu ZSRR: 1984